# Heiligenbruch
Heiligenbruch ist ein Ortsteil der Gemeinde Riede in der niedersächsischen Samtgemeinde Thedinghausen im Landkreis Verden. Der Ort liegt westlich vom Kernort Riede.